# Cleyera longicarpa
Cleyera longicarpa är en tvåhjärtbladig växtart som först beskrevs av Yamamoto, och fick sitt nu gällande namn av Masamune. Cleyera longicarpa ingår i släktet Cleyera, och familjen Pentaphylacaceae. Inga underarter finns listade i Catalogue of Life.